# Talides
Talides là một chi bướm ngày thuộc họ Bướm nâu.